# Sihite I
Sihite I is een bestuurslaag in het regentschap Humbang Hasundutan van de provincie Noord-Sumatra, Indonesië. Sihite I telt 1231 inwoners (volkstelling 2010).